# Myristica beddomei
Myristica beddomei är en tvåhjärtbladig växtart. Myristica beddomei ingår i släktet Myristica och familjen Myristicaceae.

## Underarter
Arten delas in i följande underarter:
- M. b. beddomei
- M. b. sphaerocarpa
- M. b. ustulata